# فنوکسازولین
فنوکسازولین (انگلیسی: Fenoxazoline) یک ضد احتقان بینی است.